# Рекламна кампания
Рекламна кампания е термин от маркетинга, с който се означава планирана и координирана дейност по осъществяване на реклама, при която мероприятия се провеждат по различни комуникационни канали и средства за разпространение на рекламата.
По отношение на обхвата на рекламната дейност, кампанията е по-мащабна и продължителна от рекламната акция: една цялостна рекламна кампания може да се състои от поредица рекламни акции.
Направлението на рекламната кампания се определя в зависимост от маркетинговата или комуникационната стратегия на фирмата. Необходимо е най-напред да се определи за кои стоки или услуги се организира кампанията, на какъв пазар, какви са особеностите на стоките и мястото им на пазара, за да се уточни върху кои особености на продукта да се акцентира при рекламата.
Разработването на плана за рекламна кампания преминава през няколко основни етапа:
- определяне на целите и целевите групи;
- установяване на отговорностите;
- съставяне на рекламен бюджет;
- разработване на рекламни теми;
- избор на рекламни средства;
- създаване на рекламни обяви;
- избор на времето на рекламата;
- анализ на съвместните усилия на участниците;
- оценяване на успеха или неуспеха.

При планиране, организиране и осъществяване на рекламна кампания на чуждестранен пазар, външнотърговските фирми могат да използват няколко подхода:
- възлагане на конкретна поръчка за рекламна кампания от рекламодателя на национална рекламна агенция;
- възлагане на провеждането на рекламата на търговски посредници.
- самостоятелно провеждане на рекламни кампании от рекламния отдел на външнотърговската фирма;
- пряко свързване на рекламодателя производител с рекламна агенция зад граница.